# Armadale Football Club
Pour les articles homonymes, voir Armadale.
Maillots
Armadale Football Club est un ancien club de football écossais basé à Armadale (West Lothian) et qui a été actif entre 1910 et 1933, membre de la Scottish Football League entre 1921 et 1933. 

## Histoire
Le club a été fondé en 1910, adhérant à l'Eastern Football Alliance et à la Scottish Football Union avant de rejoindre la Central Football League dès l'année suivante, remportant son championnat en 1913-14 et 1914-15. L'année suivante, il rejoignit l'Eastern Football League (en) et remporta son championnat en 1915-16 avant de réintégrer immédiatement après la Central Football League.
Armadale, à l'instar d'autres équipes de villes minières du West Lothian, devint une équipe redoutée, y compris des clubs de la Scottish Football League, avec notamment un beau parcours en Coupe d'Écosse en 1920-21, où ils se sont fait éliminer par Albion Rovers uniquement après trois matchs à rejouer.
Ils furent alors autorisés à rejoindre la Scottish Football League en 1921, à l'occasion de la réapparition de la Division 2 interrompue à cause de la Première Guerre mondiale. Ils terminèrent leur premier championnat à la troisième place mais les autres saisons furent compliquées.
Confrontés à un contexte social compliqué, avec un taux de chômage élevé dans la région, Armadale baissa le tarif de ses places pour les chômeurs, à un montant symbolique de sixpence (en), mais la Scottish Football League mit son véto à cette mesure. 
Le club, en grave difficulté financières et à la recherche de nouvelles sources de revenus, utilisa son stade, le Volunteer Park, pour organiser des courses de lévriers. Toutefois, la pelouse s'en retrouvant endommagée, la Scottish Football League leur interdit de poursuivre l'organisation de ces courses. Privé de cette source de revenus indispensable, le club ne put terminer la saison 1932-33 qu'ils quittèrent après 17 journées. Leurs résultats lors de cette saison furent annulés et le club disparut peu après.

## Palmarès
- Champion de la Central Football League : 1913-14 et 1914-15

## Anciens joueurs
- / Walter Dick

## Statistiques
| Saison  | M   | V   | N   | D   | bp  | bc  | Pts | Pos |
| ------- | --- | --- | --- | --- | --- | --- | --- | --- |
| 1921-22 | 38  | 20  | 5   | 13  | 64  | 48  | 45  | 3e  |
| 1922-23 | 38  | 15  | 11  | 12  | 63  | 52  | 41  | 6e  |
| 1923-24 | 38  | 16  | 6   | 16  | 56  | 63  | 38  | 11e |
| 1924-25 | 38  | 15  | 5   | 18  | 55  | 62  | 35  | 15e |
| 1925-26 | 38  | 14  | 5   | 19  | 82  | 101 | 33  | 15e |
| 1926-27 | 38  | 12  | 10  | 16  | 70  | 78  | 34  | 15e |
| 1927-28 | 38  | 8   | 8   | 22  | 53  | 112 | 24  | 20e |
| 1928-29 | 36  | 8   | 7   | 21  | 47  | 99  | 23  | 19e |
| 1929-30 | 38  | 13  | 5   | 20  | 56  | 91  | 31  | 15e |
| 1930-31 | 38  | 13  | 2   | 23  | 74  | 99  | 28  | 18e |
| 1931-32 | 38  | 10  | 5   | 23  | 68  | 102 | 25  | 18e |
| 1932-33 | N/A | N/A | N/A | N/A | N/A | N/A | N/A | N/A |

M = matches joués ; V = victoires ; N = matches nuls ; D = défaites ; bp = buts pour ; bc = buts contre ; Pts = points (2 pour une victoire, 1 pour un match nul) ; Pos = classement final.